# الديوان الوطني للإحصائيات (الجزائر)
الديوان الوطني للإحصائيات (بالفرنسية: Office national des statistiques)‏ هي مؤسسة الجزائرية مكلفة بجمع ونشر الإحصاءات المتعلقة بالاقتصاد، السكان والمجتمع الجزائري على المستويين الوطني والمحلي.

## تعريفه ومهامه
المكتب الوطني للإحصاء هو مؤسسة مركزية للإحصاء بالجزائر. و تمثل الإدارة العامة المسؤولة عن جمع ومعالجة ونشر المعلومات الإحصائية والاجتماعية والاقتصادية (مثل مسح التعداد السكاني للعمالة، ومداخيل المؤسسات الصناعية، انخفاض أو ارتفاع الأسعار الخ ...). الديوان تابع لوزارة المالية.

## النشأة
تم إنشاء المكتب الوطني للإحصاء في أعقاب الاستقلال في عام 1964 تحت اسم اللجنة الوطنية للتعداد السكاني، من أجل حساب التعداد السكاني الأول في الجزائر المستقلة في عام 1966. وفي عام 1971 تم تغيير اسمه وأصبح المفوض الوطني للتعداد والإحصاء والاستطلاعات (CNRES). وأجرَى عمل كبير خلال هذه الفترة، مثل: التعداد الثاني للسكان والمساكن في 1977، المسح الديموغرافي في 1972-1973، مسح خرائطي 1972-1975.
وعلاوة على ذلك، قام بإعادة تنظيم النظام الإحصائي حيث أنشئ مكتب الاحصاءات الوطنية الحالية من خلال المرسوم التشريعي رقم 82-489 في 18 ديسمبر 1982 ثم كلف بتنظيم وتنسيق العمل الإحصائي. وأجرى المسوحات الكبيرة للجزائر، وأخيرا، أنشئ بموجب المرسوم رقم 95-159 من 6 مارس 1995 الذي أعاد تنظيم جديد للديوان الوطني للإحصائيات.

## مدراء الديوان
- منير خالد براح[5][6]
- يوسف بعزيزي (بالإنابة)

## المقر
يقع المقر الرئيسي للديوان الوطني للإحصائيات (ons) بشارع محمد بلقاسم - وادي كنيس رويسو - الجزائر
وله عدة فروع جهوية منها:
- الفرع الجهوي بحي دا كسي - بلدية قسنطينة - قسنطينة - الجزائر.
- الفرع الجهوي بشارع أحمد معواد - بلدية وهران - وهران- الجزائر.
- الفرع الجهوي بنهج أول نوفمبر - بلدية ورقـلة - ورقـلة - الجزائر.
- الفرع الجهوي بشارع عبد اهلل سميقرا - بلدية عنابة - عنابة - الجزائر.

## النظام الإحصائي الوطني
أعيد تنظيم نظام المعلومات الإحصائي الوطني في 15 جانفي 1994، حيث حدد المبادئ العامة ووضع الأطر التنظيمية وحقوق والتزامات الأشخاص الطبيعيين والاعتباريين في مجالات إنتاج وتخزين واستخدام ونشر المعلومات الإحصائية. وبالتالي، يعتبر مصدر أي معلومات كمية أو نوعية مثل الاجتماعية الاقتصادية والثقافية التي أدلى بها الديوان الوطني للإحصائيات. وعلى هذا النحو، فإنه يمكن الوصول إلى أي إحصاءات وطنية عند تقديم طلب للديوان مع عدم الإخلال بالإجراءات القانونية والإدارية مثل أن تستخدم لأغراض المراقبة والقمع الاقتصادي، التحقيقات القضائية المالية، وانتهاك خصوصية الأفراد، أو المنافسة.